# Mylène Farmer
Mylène Jeanne Gautier (Pierrefonds, 12 de septiembre de 1961), conocida profesionalmente como Mylène Farmer, es una cantante, compositora, actriz ocasional, autora y dibujante francesa.
Activa desde mediados de los años 1980, ha vendido oficialmente 35 millones de discos  Artista elevada al rango de icono en Francia, su popularidad traspasa las fronteras de su país, especialmente en Rusia, Bélgica, Suiza, Canadá y en los países de Europa del Este.
Posee el récord femenino por número de Disco de Diamante para una mujer francófona; es además la artista que más títulos ha clasificado en la primera posición del top 50 francés (20, ningún otro cantante ha logrado clasificar más de 7), así como en el top 10 (57 títulos). Diecisiete de sus álbumes también han alcanzado el número uno en Francia. 
Rara vez hace apariciones públicas ni tampoco acepta entrevistas para los medios de comunicación y no permite ser nominada en ninguna entrega de premios. Ha conseguido construir un universo musical singular, notablemente a través de sus videoclips y conciertos espectaculares, así como a través de sus letras llenas de dobles significados, aliteraciones, y referencias literarias y artísticas.

## Biografía
Nacida de padres franceses el 12 de septiembre de 1961 en Pierrefonds (Canadá), Mylène Gautier pasa su infancia en Quebec junto a su hermana Brigitte y su hermano Jean-Loup. Dice tener pocos recuerdos de este período, excepto el de grandes paisajes nevados que la marcarían para siempre.
A principios de 1970 llega junto con su familia a Ville d'Avray, un suburbio parisino. Adolescente solitaria, considera seriamente volverse maestra de equitación y acude frecuentemente al convento para niños enfermos del Hospital de Garches, una actividad que sigue realizando hoy en día. Mylène abandona sus estudios a finales de los años 70 y se muda a París, donde continúa entonces con una formación teatral en la Academia Florent con el fin de convertirse en actriz. Es en ese entonces cuando encadena una serie de pequeños trabajos, en el modelaje para catálogos y publicidad televisiva: spots para la Lotería, Ikea, las tijeras Fiskars y el detergente Le Chat.

### Sus inicios
Mylène Farmer inicia su carrera en 1984, después de asistir a un casting organizado por Laurent Boutonnat y Jérôme Dahan, quienes estaban deseosos de encontrar una joven intérprete para su canción «Maman a tort». Elige su nombre artístico en homenaje a Frances Farmer, actriz norteamericana de los años 30. Con la ayuda de su joven mánager Bertrand Le Page, la canción se vuelve poco a poco uno de los éxitos del verano de 1984.
Después de editar dos sencillos en 1985, «On est tous des imbéciles» y «Plus Grandir», que no obtienen el éxito esperado, su primer álbum sale al mercado Cendres de Lune en 1986. El éxito «Libertine», acompañado de un videoclip (inspirado en la película de Barry Lyndon) en el que aparece desnuda, le confiere una gran popularidad. Es en esta época que Mylène se vuelve pelirroja, rasgo característico de su personalidad. «Libertine» le otorga un éxito importante y Mylène Farmer entra por primera vez en la lista de los 50 sencillos más vendidos.

### Nace una estrella
Entre 1986 y 1989, cada uno de sus sencillos conoce un gran éxito: «Tristana», «Sans contrefaçon», «Ainsi soit-je...», «Pourvu qu'elles soient douces» y «Sans logique», extraídos de los álbumes Cendres de Lune (1986) y Ainsi soit-je... (1988) (este último rebasando los 2 millones de copias).
Su imagen y sus ventas la transformaron en un fenómeno social: el Libro Guinness de los Récords le dedica una página completa, «Pourvu qu'elles soient douces» se vendía a 100.000 ejemplares por semana, se convierte en la primera mujer en recibir un Disco de Diamante (por Ainsi soit-je) y sus reconocimientos se multiplicaban: Victoires de la musique (Artista del año)...
Su primer concierto en mayo de 1989, producido por Laurent Boutonnat, ofrece un espectáculo a la norteamericana, coreografías, un concepto no muy utilizado por los artistas franceses. Después de una semana en el Palais des Sports y casi 50 conciertos alrededor de Francia, Mylène Farmer termina su gira con 2 presentaciones en Paris-Bercy, presentados en el CD y VHS En Concert.

### La Consagración: L'Autre... y Désenchantée
En el cambio de década, Farmer era una superestrella  en toda regla en Francia, pero no fue hasta el lanzamiento de su tercer álbum, «L'Autre...» y el sencillo «Désenchantée» que obtiene el estatus de ícono. El álbum, lanzado el 8 de abril de 1991, muestra una nueva imagen para su público: más madura, con más confianza, con el pelo corto y una actitud más desafiante (como se evidencia en los videos de "Désenchantée" y "Je t'aime mélancolie", en el que Farmer interpreta a un boxeadora profesional luchando contra un oponente masculino). La música también evoluciona en comparación a sus grabaciones anteriores. Las letras tienen un alcance más amplio de temas como la religión ("Agnus Dei"), la política ("Désenchantée") y la crítica de prensa ("Je t'aime mélancolie").
"Désenchantée", el sencillo principal del álbum, se convirtió en un fenómeno en la música pop francesa, considerado en la actualidad un himno generacional por sus letras políticas. La canción alcanzó el número 1 en Francia, posición en la que se mantuvo durante nueve semanas consecutivas. En ese momento, era el sencillo francés más vendido de todos los tiempos, tanto en Francia como en el resto del mundo. De acuerdo al Libro Guinness de los récords se vendieron más de 1,3 millones de copias. También pasó seis semanas en el número 1 en Bélgica, número 3 en Holanda, número 9 en Canadá, número 16 en Austria y top 20 en diferentes países europeos. La canción fue acompañada por un costoso videoclip, dirigido por Laurent Boutonnat, y rodado al estilo cortometraje.
Tras el fenomenal éxito de "Désenchantée", Farmer lanzó otros tres sencillos exitosos del álbum: "Regrets", un dúo realizado con Jean-Louis Murat (No.3) "Je t'aime mélancolie" (No.3) y "Beyond My Control" (No 8), este último tiene videoclip sexual y sangriento que fue prohibido en las televisoras francesas. El éxito de los sencillos ayudó al álbum a vender más 2.2 millones de copias, permaneciendo más de 20 semanas en la posición No.1 de la lista de álbumes franceses y siendo certificado Disco de Diamante. "L'Autre..." es el álbum más vendido de Farmer y el segundo álbum francófono más vendido por una mujer, solo detrás de D'eux de Celine Dion.
Antes del lanzamiento del tercer sencillo del álbum, el 19 de noviembre de 1991, un fanático se presentó en la sede de Polydor Records en París y le exige a la recepcionista, apuntándola con un arma, hablar con Farmer. Ante una respuesta negativa, el hombre mata a la empleada. Después de este incidente, Farmer evitó la atención de los medios y abandonó Francia para vivir en Los Ángeles por unas semanas. 
A finales de 1992, se lanza el álbum de remixes "Dance Remixes", un compilatorio de dos discos que contiene 14 remixes de los éxitos de baile más importantes de la cantante más una nueva canción: el sencillo "Que mon cœur lâche". Como de costumbre, Farmer no rehuyó la controversia; "Que mon cœur lâche"", una canción que trata el tema del sida y las relaciones sexuales, se acompaña por un vídeo dirigido por Luc Besson (la primera vez en la carrera de la cantante que el video no es dirigido por Boutonnat). El single también fue grabado en una versión en inglés, "My Soul Is Slashed". Para cerrar esta época, Mylène Farmer obtiene el galardón de «Mejor artista francesa 1992» en los World Music Awards.

### El estilo Farmer
Mylène Farmer colabora desde sus inicios con Laurent Boutonnat, quien compone su música y realiza sus vídeos. Los textos de Mylène están impregnados de temas recurrentes como el sexo, la muerte, la religión o el amor, y contienen frecuentemente influencias de escritores como Edgar Allan Poe, Luc Dietrich, Pierre Reverdy, Primo Levi, Virginia Woolf, Oscar Wilde, Antoine de Saint Exupéry e incluso Charles Baudelaire.
Su música tiene habitualmente una tonalidad pop, en ocasiones acentuada con ritmos electro, rock o incluso new wave.
Sus vídeos de renombre internacional son verdaderos cortometrajes («Pourvu qu'elles soient douces», grabado en 35 mm, sobrepasa los 17 minutos) y han contribuido al éxito de la cantante. Sin embargo, algunos han provocado que las cadenas de televisión francesas trunquen o censuren su difusión, al considerarlos demasiado explícitos como «Beyond my control» o «Je te rends ton amour». Este último censurado aunque puesto a la venta en kioscos a beneficio de la lucha contra el sida.
Alejada del mundo del espectáculo, sólo aparece en las entregas de premios otorgados por el público, y rechaza todas las veladas mundanas, así como solicitudes de entrevistas, respondiendo a esto último que lo que tiene que decir se encuentra en sus canciones. Otros reconocimientos prestigiosos le han sido concedidos, como la Legión de Honor, una estatua en el Museo Grevin, o su nombre figurando en el diccionario.

### Giorgino
En 1994, Laurent Boutonnat realiza su segundo largometraje, Giorgino, en el que Mylène Farmer comparte créditos con Jeff Dahlgren. El filme se convierte en un verdadero fracaso comercial y crítico, siendo juzgada a menudo como un «videoclip largo» (la película dura casi 3 horas). Después de haber adquirido nuevamente los derechos del filme para evitar cualquier difusión televisiva, Boutonnat termina por aceptar claramente bajo la presión de los fanes, editarlo en un doble DVD 13 años después de su salida en cartelera.

### Anamorphosée
Durante su tiempo en California, Farmer comenzó a escribir su cuarto álbum de estudio, Anamorphosée. El primer sencillo fue «XXL», una canción de rock con potentes guitarras eléctricas y un vídeo dirigido por Marcus Nispel, en el que aparece atada a un tren en movimiento. Muy pronto se convierte en un gran hit y alcanza la posición #1 de la lista de sencillos franceses. Anamorphosée se estrena el 2 de octubre de 1995 y debuta en el #2 en las listas de álbumes. El álbum obtiene grandes ventas con el lanzamiento de «L'Instant X», «California» (una balada de jazz-pop que ofrece un video muy aclamado dirigido por Abel Ferrara), «Comme j'ai mal» y «Rêver», lo que ayudó al álbum a alcanzar la posición #1 en enero de 1997, 16 meses después de su lanzamiento. El álbum es el primero que contiene una melodía compuesta por Farmer («Tomber 7 fois ...»). Anamorphosée permanece por 77 semanas en el chart francés, logra vender 1.300.000 de ejemplares y obtiene la certificación de Diamante.
En el verano de 1996, Farmer se embarcó en su segunda gira de conciertos, que obtuvo gran éxito. El correspondiente álbum en vivo, Live à Bercy, es actualmente el disco «en vivo» más vendido en la historia de la música francesa. Durante la gira, Farmer cantó una versión de Raï de Michel Polnareff «La poupée qui fait non» con Khaled, que fue lanzado como sencillo promocional y se convirtió en un éxito top 10 en Francia.

### Innamoramento
Mylène regresó en la primavera de 1999 con su quinto álbum de estudio Innamoramento. El primer sencillo «L'Âme-Stram-Gram» era una balada up-tempo tecno-futurista con letras eróticas acompañadas de un video de temática china en la que Farmer se suicida para salvar a su gemela. Tanto el sencillo y el álbum fueron directo al #2 en las listas. Certificado como Disco de Diamante por vender más de 1.500.000 de copias, el álbum además es reconocido con diversos premios como los NRJ Music Awards y M6 Awards, y la mayor parte de sus sencillos se convierten igualmente en Discos de Platino.
El vídeo para el segundo sencillo, «Je te rends ton amour» generó controversia debido a su contenido religioso, que fue condenado por la Iglesia Católica y prohibido por muchas televisoras. A pesar de esto, Farmer lanzó el videoclip en formato VHS, que se convirtió en el lanzamiento más vendido de ese tipo en Francia.
A finales de 1999, Farmer se embarcó en su tercera gira de conciertos, el Mylènium Tour, que estableció el récord de la gira con mayor recaudación y con mayor presupuesto para un artista de habla no inglesa. La imponente escenografía mostraba una enorme estatua faraónica en la cual Mylène aparecía en escena para después volar hasta el escenario. Durante la gira, se liberan dos sencillos más para el álbum: «Souviens-toi du jour» y «Optimistique-moi». Esta gira le permite a Mylène presentarse por primera vez en Rusia, con fechas en Moscú y San Petersburgo.
Después de «Innamoramento», el último sencillo del álbum, grabó «L'Histoire d'une fée, c'est...» para la película animada Rugrats en París: La película, y lanzó su tercer álbum en vivo y DVD de la gira Mylènium, teniendo «Dessine-moi un mouton» como sencillo promocional.

### Les Mots
En 2001 es lanzado el primer Best of de Mylène Farmer, Les mots, en el que se reúnen los sencillos de toda su carrera y 3 inéditos: «Les mots» (a dúo con Seal), «C'est une belle journée», ambos Discos de Oro, y «Pardonne-moi». Mejor venta de 2001 y 2002, esta compilación es aún en 2011, el Best of más vendido en la historia de la canción francesa con más de 1.800.000 ejemplares solo en Francia.
Dos años más tarde, aparece el primer libro de la cantante en las tiendas, Lisa-Loup et le conteur, un cuento filosófico ilustrado también por ella misma.

### Avant que l'ombre...
Después de haber recibido el premio Victoires de la musique como «Artista femenina de los últimos 20 años», Mylène Farmer rompe el silencio en 2005 con el sencillo «Fuck Them All», antes de la salida del álbum Avant que l'ombre... A pesar de la crisis de la industria discográfica y de una reducida promoción, el álbum alcanza las 800.000 copias vendidas y confirma el éxito de Mylène Farmer en el extranjero, particularmente en Rusia y los países del Este.
Avant que l'ombre... à Bercy fue una serie de 13 conciertos con sede en el Palais Omnisports de Paris-Bercy en enero de 2006 consiguió reunir 170.000 espectadores. La infraestructura del concierto no era transportable a cualquier otra sala de espectáculos, impidiendo esto que el espectáculo se presentara en el resto de Francia. Con un costo de 20 millones de euros este espectáculo es la producción más cara que se ha hecho a techo cubierto en la historia de Francia, y el DVD Avant que l'ombre... à Bercy logró convertirse en tan solo unos meses en el DVD de concierto más vendido en Francia.
En septiembre de 2006, Mylène Farmer graba «Slipping Away (Crier la Vie)», a dueto con Moby, lo que desencadena un nuevo Disco de Oro y se convierte en su cuarto sencillo en alcanzar el n.º1 en Francia.

### Point de Suture
El sencillo «Dégénération» es el primer extracto del álbum Point de Suture, lanzado en 2008. En solamente 3 días obtiene un nuevo récord, convirtiéndose en la más grande venta de descargas semanales en Francia. «Dégénération» obtiene igualmente la mejor puntuación del año y se clasifica n.º1, al igual que sus siguientes sencillos «Appelle mon numéro», «Si j'avais au moins...», «C'est dans l'air» y «Sextonik», permitiendo así a la cantante ser la primera artista en clasificar la mayor cantidad de títulos n.º1.
Desde su aparición, el álbum Point de Suture goza de un gran éxito en Francia (700.000 copias), en Bélgica (Disco de Platino), en Suiza (Disco de Oro) y en Rusia (Doble Disco de Platino). Además se edita por primera vez Point de Suture en México. Mylène Farmer vuelve a figurar en la entrega de los NRJ Music Awards, ya que se llevó el premio al «Álbum del Año».
En 2009, Mylène realizó una nueva gira, empezando en Niza y terminando en el Estadio de Bruselas, Bélgica. Este tour incluyó conciertos en estadios, siendo los más importantes los llevados a cabo el 11 y 12 de septiembre en el Estadio de Francia ante más de 160.000 personas, convirtiéndose así en la primera cantante francesa en producirse en un sitio de tal magnitud.
El mismo año, fue lanzado N°5 On Tour, el CD que no contenía los temas interpretados en el Estadio de Francia sino el de los auditorios que fueron parte de la gira. El CD alcanzó la posición n.º1 en su primera semana ya que vendió 200.000 copias, dándole el Doble Platino a la intérprete.
En abril de 2010 se lanzó a la venta el DVD Stade de France, el cual vendió 250.000 copias en su primer mes, y fue n.º1 durante 8 semanas consecutivas.

### Bleu Noir
En septiembre de 2010 se escuchó por primera vez el primer sencillo «Oui Mais...Non» de su octavo álbum, Bleu Noir, escrito por Mylène Farmer y producido por ella, RedOne, Moby y Archive. El álbum, salido en diciembre, fue certificado Disco de Diamante en 3 meses, y los sencillos «Oui Mais...Non», «Bleu Noir» y «Lonely Lisa» fueron n.º1 en Francia. El disco se convierte en el más descargado por Internet en la historia de Francia, y es la mejor venta en formato físico del año.

### 2001-2011
Su segundo álbum de grandes éxitos, 2001-2011, es lanzado el 5 de diciembre de 2011, incluyendo dos canciones inéditas «Du Temps» y «Sois Moi (Be Me)», siendo el primero el único sencillo promocional del álbum. En menos de un mes se convierte en el álbum recopilatorio más vendido del año y recibe doble disco de platino.
El 28 de enero de 2012 uno de sus grandes amigos, el diseñador Jean-Paul Gaultier, le entrega el premio de diamante en los NRJ Music Awards (galardón entregado especialmente para ella y por primera vez en la historia de esta premiación) con el fin de reconocer su larga trayectoria.

### Monkey Me / Timeless 2013
El 3 de diciembre de 2012 se lanzó el álbum Monkey Me, precedido por un primer sencillo llamado «À l'ombre» lanzado el 22 de octubre sobre las plataformas digitales, posicionándose desde su lanzamiento en el puesto n.°1 en el chart francés.
Monkey Me es también el nombre del tercer sencillo de este su noveno álbum de estudio, el cual fue lanzado por radio el 30 de agosto de 2013. el video musical estuvo disponible cuatro días antes de su lanzamiento físico el 7 de octubre de 2013, en general la canción fue bien recibida por la crítica y los fanáticos de la cantante, quienes lo consideraron una de las mejores pistas del álbum.
La gira Timeless 2013 se llevó a cabo en el otoño del 2013, con fechas en Francia, Bélgica, Suiza, Bielorrusia y Rusia. Este retorno a los escenarios marca un nuevo récord, al vender 100.000 entradas para seis fechas en el estadio Palais Omnisports de Paris-Bercy en tan solo 2 horas, además vendieron 189.734 boletos en 6 horas para las otras fechas de la gira y obligando a la producción a abrir más fechas de las 22 programadas originalmente. En total se realizaron 39 conciertos con más de 600.000 espectadores.
El álbum en vivo de la gira fue lanzado el 9 de diciembre de 2013, tan solo 3 días después del último concierto. El DVD salió a la venta en mayo de 2014, colocándose en el n.º1 durante 21 semanas, siendo clasificado DVD de Diamante por más de 170,000 unidades vendidas. Su proyección por los cines de Francia fue en marzo de 2014 con una sola función que le valió el récord de ventas de entradas de cine (más de 100.000 boletos vendidos).

### Interstellaires
El álbum Interstellaires salió a la venta el 6 de noviembre de 2015, el cual fue precedido por el sencillo «Stolen Car», interpretado a dúo con Sting y producido por The Avener. Después de su aparición el 28 de agosto, la canción se clasificó en el n.°1 del chart francés y se convirtió en uno de los éxitos del año. El álbum fue producido por Martin Kierszenbaum, con tonalidades pop-rock, y es alabado por la crítica especializada. Interstellaires se benefició de un lanzamiento internacional, se clasificó en el top 10 de 16 países diferentes, y le permitió a Mylène Farmer hacer una participación televisiva en el programa de Jimmy Fallon en Estados Unidos, donde el sencillo «Stolen Car» se clasificó en el primer puesto de la lista Billboard Dance Club Songs.
El segundo sencillo, «City of Love», el videoclip está inspirado en las obras de Alfred Hitchcock y Tim Burton, y fue dirigido por Pascal Laugier. La canción se clasificó en el n.°1 de ventas a finales de marzo de 2016. Un remix reggae fue estrenado en colaboración con el cantante Shaggy.
El 15 de marzo de 2017, Mylène Farmer abandona su casa de discos Universal/Polydor después de más de treinta años de colaboración para unirse a Sony Music Entertainment.

### Pesadilla en el Infierno y Désobéissance.
En marzo de 2018, la cantante regresa a la pantalla grande en la película Ghostland, conocida en países de habla hispana como Pesadilla en el Infierno, escrita y dirigida por Pascal Laugier, donde comparte créditos con Crystal Reed y Anastasia Phillips. Aclamada por la crítica y el público, la cinta obtiene tres premios en el Festival Internacional de Cine Fantástico de Gérardmer y se beneficia de una distribución internacional en más de cuarenta países. 
Poco antes, el 19 de enero de 2018, aparece por sorpresa el sencillo Rolling Stone, producido por Feder, el cual se clasifica directamente en la primera posición de ventas y se mantiene el top 10 durante seis semanas. Es seguido el 22 de junio por N'oublie Pas, en dúo con la cantante LP, quien compone y coescribe la canción. El clip, rodado en Islandia, es realizado por Laurent Boutonnat; el título se convierte en su decimonoveno sencillo n.º 1 en ventas. Un nuevo álbum titulado Désobéissance sale al mercado el 28 de septiembre; considerado por la crítica especializada como « mejor álbum de la cantante en 15 años », es certificado disco de oro en tres días y disco de platino en una semana. Es el mejor debut en ventas de un álbum en dos años en Francia.
La cantante hace su retorno a los escenarios en junio de 2019 en la sala más grande de Europa, Paris La Défense Arena, para una serie de nueve conciertos intransportables, reuniendo a más de 235 000 espectadores. Descrito por la crítica como « El espectáculo más grande jamás montado en Europa », El 7 de noviembre, el show se beneficiará de una proyección única en más de 500 salas de cine en Francia, Bélgica, Suiza, Canadá, Rusia, Holanda, México, Australia, Inglaterra, Turquía, Ucrania, entre otros países.

### Madrina artística
En 1994, Mylène Farmer produce y compone la música para el álbum Shade: Underbelly Headmess de un proyecto de Henry Biggs (su profesor de Inglés en los Estados Unidos) con ritmos de hip-hop y sinfónicos. El álbum nunca se publica, pero toma la música de algunas canciones como «Madeleine» para «Et si vieillir m’était conté», que se publican en su álbum Innamoramento.
En 2000, Mylène Farmer y Laurent Boutonnat deciden producir a una nueva estrella, Alizée, escriben y producen su primer álbum Gourmandises. El primer sencillo es «Moi... Lolita», que permite a la joven volverse muy popular en el mundo. Después de varios sencillos exitosos («L'Alizé», «Parler tout bas», «Gourmandises», «J'en ai marre!», «J'ai pas vingt ans!», «À contre-courant»), sus mentores trabajan en la producción de una gira con fechas en los auditorios más importantes de Francia, justo después de la salida de su segundo álbum Mes courants electriques... En dos álbumes, Alizée logra vender más de 6 millones de discos. Actualmente se ha separado de sus antiguos mentores e intenta continuar con su carrera artística.
En 2001, produjo el sencillo «I’m not a boy», de Christia Mantzke, una cantante australiana descubierta por Jeff Dahlgren, después, en 2003, para un grupo electro, Good Sex Valdes, que publica tres sencillos: «I want your wife», «You» y «Flesh for fantasy».
En 2008, escribió la letra de la canción «Drôle de Creepie», interpretada por su sobrina Lisa. La canción es un éxito en Francia, logrando la posición 6 del top francés.
En 2018, Mylène Farmer se embarca en la producción de una joven cantante, Julia, descubierta en el programa de talentos The Voice Kids del canal TF1. Su primer sencillo S.E.X.T.O, escrito por Mylène Farmer y compuesto por Laurent Boutonnat, es lanzado el 12 de septiembre de 2018.

## Voz
Mylène Farmer posee una voz de mezzosoprano con un rango vocal de Mi#3 (mostrado en canciones como «Avant que l'ombre» y «Ange, parle-moi») hasta Sol#5 (en canciones como «Avant que l'ombre» y «Si j'avais au moins...»). Cabe mencionar que ha alcanzado todas esas notas en vivo, teniendo 2 octavas con 2 tonos. Mylène usa frecuentemente como técnica el falsete. En Europa es conocida por tener impresionantes conciertos y no usar playback en ellos, aunque en presentaciones para televisión lo hace casi todo el tiempo, reservándose para los conciertos.

## Discografía

### Álbumes en estudio
| Cendres de Lune - Publicación: abril 1986 - Posición: N.º 5 (2x Platino) - Sencillos: Maman a tort, Plus grandir, Libertine, Tristana - Ventas: 700.000 |
| Ainsi soit-je... - Publicación: abril 1988 - Posición: N.º 1 (Diamante); Nº47 ; N.º? (Oro) - Sencillos: Sans contrefaçon, Ainsi soit-je..., Pourvu qu'elles soient douces, Sans logique - Ventas: 1.800.000                                                |
| L'Autre... - Publicación: 8 de abril de 1991 - Posición: N.º 1 (Diamante); N.º 1 ; N.º 9 ; Nº27 (Oro); Nº45 ; Nº55 . - Sencillos: Désenchantée, Regrets, Je t'aime mélancolie, Beyond my control - Ventas: 2.200.000                                       |
| Anamorphosée - Publicación: 17 de octubre de 1995 - Posición: N.º 1 (Diamante); N.º 2 ; Nº25 (Oro) - Sencillos: XXL, L'Instant X, California, Comme j'ai mal, Rêver - Ventas: 1.400.000                                                                    |
| Innamoramento - Publicación: 7 de abril de 1999 - Posición: N.º 2 (Diamante), (Platino); N.º? (Platino) - Sencillos: L'Âme-Stram-Gram, Je te rends ton amour, Souviens-toi du jour..., Optimistique-moi, Innamoramento - Ventas: 1.500.000                 |
| Avant que l'ombre... - Publicación: 4 de abril de 2005 - Posición: N.º 1 (3x Platino), (Oro), (2x Platino); N.º 2 ; N.º 5 , ; Nº10 - Sencillos: Fuck Them All, Q.I., Redonne-moi, L'Amour n'est rien..., Peut-être toi - Ventas: 800.000                   |
| Point de Suture - Publicación: 25 de agosto de 2008 - Posición: N.º 1 (3x Platino); (Platino), (2x Platino); N.º 2 (Oro); N.º 6 ; N°60 - Sencillos: Dégénération, Appelle mon numéro, Si j'avais au moins..., C'est dans l'air, Sextonik - Ventas: 800.000 |
| Bleu Noir - Publicación: 6 de diciembre de 2010 - Posición: N.º 1 (Diamante), (Platino), (Platino); N.º 7 (Oro), Nº36 , Nº98 - Sencillos: Oui Mais... Non, Bleu Noir, Lonely Lisa - Ventas: 800.000                                                        |
| Monkey Me - Publicación: 3 de diciembre de 2012 - Posición: N.º 1 (Diamante), (Platino), (Platino), N.º 5 - Sencillos: A l'ombre, Je te dis tout, Monkey Me - Ventas: 500.000                                                                              |
| Interstellaires - Publicación: 6 de noviembre de 2015 - Posición: N.º 1 (3x Platino), (Oro), (Oro), N°40 , N°79 , N°70 - Sencillos: Stolen Car, City of Love - Ventas: 400.000                                                                             |
| Désobéissance (2018) - Publicación: 28 de septiembre de 2018 - Posición: N.º 1 (3x Platino), (Oro), (Oro), N°1 , N°1 - Sencillos: Rolling stone, Désobéissance, N'oublie pas - Ventas: 900.000                                                             |
| L'Emprise - Publicación: 25 de noviembre de 2022 - Posición: N.º 1 , N.º 1 , N.º 1 - Sencillos: «À tout jamais», «Rayon vert» |

### Álbumes en vivo
| En Concert - Publicación: 1989 - Posición: N.º 9 (Platino) - Sencillos: Allan (Live), Plus grandir (Live) - Ventas: 600.000                                                 |
| Live à Bercy - Publicación: 1997 - Posición: N.º 2 (x3 Platino), N.º 2 - Sencillos: La poupée qui fait non (Live), Ainsi soit-je... (Live) - Ventas: 900.000                |
| Mylènium Tour - Publicación: 2000 - Posición: N.º 1 (x2 Platino), N.º 2 , Nº25 - Sencillos: Dessine-moi un mouton (Live) - Ventas: 800.000                                  |
| Avant que l'ombre... À Bercy - Publicación: 2006 - Posición: N.º 1 (Platino), N.º 3 , Nº18 - Sencillos: Avant que l’ombre… (Live), Déshabillez-moi (Live) - Ventas: 250.000 |
| N°5 on Tour - Publicación: 2009 - Posición: N.º 1 (x2 Platino), N.º 1 , Nº14 , N.º 6 , N°22 - Sencillos: C'est dans l'air (Live), Paradis inanimé (Live) - Ventas: 250.000  |
| Timeless 2013 - Publicación: 2013 - Posición: N.º 1 (x2 Platino), N.º 2 (x1 Platino), N.º 2 , N°69 - Sencillos: Diabolique mon ange (Live) - Ventas: 250.000                |

### Recopilaciones y remixes
- Dance Remixes: Doble Disco de Oro (1992) 400.000 copias vendidas

- Les Mots (Best of): Disco de Diamante (2001) 2.000.000 copias vendidas

- RemixeS: Disco de Oro (2003) 200.000 copias vendidas

- 2001-2011: Doble Disco de Platino (2011) 350.000 copias vendidas

### Sencillos
(Todos los títulos fueron objeto de un videoclip realizado por Laurent Boutonnat, salvo que se indique lo contrario).
- 1984: "Maman a tort". 100.000 copias vendidas

- 1985: "On est tous des imbéciles" (sin video). 40.000 copias vendidas

- 1985: "Plus grandir". 80.000 copias vendidas

- 1986: "Libertine". 370.000 copias vendidas

- 1987: "Tristana". 350.000 copias vendidas

- 1987: "Sans contrefaçon". 700.000 copias vendidas

- 1988: "Ainsi soit-je"... 180.000 copias vendidas

- 1988: "Pourvu qu'elles soient douces". 900.000 copias vendidas

- 1989: "Sans logique". 250.000 copias vendidas

- 1989: "À quoi je sers..." 160.000 copias vendidas

- 1989: "Allan" (live). 60.000 copias vendidas

- 1990: «Plus grandir» (live). 50.000 copias vendidas

- 1991: «Désenchantée». 1.300.000 copias vendidas

- 1991: «Regrets» (dueto con Jean-Louis Murat). 300.000 copias vendidas

- 1991: «Je t'aime mélancolie». 300.000 copias vendidas

- 1992: «Beyond my control». 200.000 copias vendidas

- 1992: «Que mon cœur lâche» (vídeo de Luc Besson). 180.000 copias vendidas

- 1992: «XXL» (vídeo de Marcus Nispel). 150.000 copias vendidas

- 1995: «L'Instant X» (vídeo de Marcus Nispel). 220.000 copias vendidas

- 1996: «California» (vídeo de Abel Ferrara). 150.000 copias vendidas

- 1996: «Comme j'ai mal» (vídeo de Marcus Nispel). 90.000 copias vendidas

- 1996: «Rêver». 200.000 copias vendidas

- 1997: «La poupée qui fait non» (en concierto con Khaled). 100.000 copias vendidas

- 1997: «Ainsi soit-je...» (Live). 40.000 copias vendidas

- 1999: «L'Âme-Stram-Gram» (vídeo de Ching Siu Tung). 220.000 copias vendidas

- 1999: «Je te rends ton amour» (vídeo de François Hanss). 160.000 copias vendidas

- 1999: «Souviens-toi du jour...» (vídeo de Marcus Nispel). 200.000 copias vendidas

- 2000: «Optimistique-moi» (vídeo de Michael Haussman). 160.000 copias vendidas

- 2000: «Innamoramento» (vídeo de François Hanss). 100.000 copias vendidas

- 2000: «Dessine-moi un mouton» (Live). 100.000 copias vendidas

- 2001: «L'Histoire d'une Fée, c'est...» (sin vídeo). 80.000 copias vendidas

- 2001: «Les Mots» (dueto con Seal). 600.000 copias vendidas

- 2002: «C'est une belle journée» (vídeo animado de Benoît Di Sabatino). 300.000 copias vendidas

- 2002: «Pardonne-moi». 110.000 copias vendidas

- 2005: «Fuck Them All» (vídeo de Agustín Villaronga). 100.000 copias vendidas

- 2005: «Q.I.» (vídeo de Benoît Lestang). 80.000 copias vendidas

- 2006: «Redonne-moi» (vídeo de François Hanss). 35.000 copias vendidas

- 2006: «L'Amour n'est rien...» (vídeo de M. Liberatore/Benoît Di Sabatino). 70.000 copias vendidas

- 2006: «Peut-être toi» (vídeo animado de Kusumi Naoko, Production I.G). 50 000 copias vendidas

- 2006: «Slipping Away (Crier la vie)» (dueto con Moby) (vídeo de Hugo Ramírez). 300 000 copias vendidas

- 2006: «Avant que l'ombre...» (Live). 30 000 copias vendidas

- 2007: «Déshabillez-moi» (Live). 20 000 copias vendidas

- 2008: «Dégénération» (vídeo de Bruno Aveillan). 90 000 copias vendidas

- 2008: «Appelle mon numéro» (vídeo de Benoît Di Sabatino). 80.000 copias vendidas

- 2009: «Si j'avais au moins...» (vídeo de Bruno Aveillan). 45.000 copias vendidas.

- 2009: «C'est dans l'air» (vídeo de Alain Escalle). 65.000 copias vendidas

- 2009: «Sextonik» (sin vídeo). 20 000 copias vendidas

- 2010: «Oui mais... Non» (vídeo de Chris Sweeney). 150 000 copias vendidas

- 2011: «Bleu Noir» (vídeo de Olivier Dahan). 30 000 copias vendidas

- 2011: «Lonely Lisa» (vídeo de Roy Raz). 50 000 copias vendidas

- 2011: «Du temps». 50 000 copias vendidas

- 2012: «À l'ombre». 60 000 copias vendidas

- 2013: «Je te dis tout» (vídeo de François Hanss). 20.000 copias vendidas

- 2013: «Monkey Me». 20.000 copias vendidas

- 2015: «Stolen Car» (dueto con Sting). 80.000 copias vendidas

- 2016: «City of Love». 20.000 copias vendidas

- 2018: «Rolling Stone». 46.500 copias vendidas.

- 2018: «N'oublie pas». (dueto con LP). 38.600 copias vendidas.

- 2018: «Des Larmes». 25.000 copias vendidas.

- 2020: «L'Âme Dans L'Eau»